# Rick Scott
Richard Lynn "Rick" Scott, all'anagrafe Richard Lynn Myers (Bloomington, 1º dicembre 1952), è un politico, imprenditore e avvocato statunitense, senatore per lo stato della Florida a partire dal 2019 e in precedenza governatore dello stesso stato dal 2011 al 2019.

## Biografia

### Infanzia e carriera
Secondo di cinque figli, è nato come Richard Lynn Myers a Bloomington, Illinois, il 1º dicembre 1952. Scott non ha mai conosciuto il suo padre biologico, Gordon William Myers, descritto in seguito dalla madre di Scott, Esther J. Fry, come un alcolista violento. I genitori divorziarono nella pieno della sua infanzia.
Nel 1954, Esther sposò Orba George Scott Jr. (morto nel 2006), un camionista. Orba adottò il giovane Rick, che prese il cognome del suo patrigno e divenne noto come Richard Lynn Scott. Scott crebbe a North Kansas City, nel Missouri, dove il patrigno lavorava come camionista e la madre era impiegata della J. C. Penney, tra altri lavori; la sua famiglia era di classe medio-bassa e aveva difficoltà finanziarie. Dopo ventinove mesi nella United States Navy, si laureò alla Southern Methodist University. Nel 1972 sposò la sua fidanzata dai tempi della scuola, Ann, da cui ebbe due figli. La coppia si trasferì poi a Naples, in Florida.
Nel 1987, Scott e il suo socio Richard Rainwater fondarono una loro compagnia, la Columbia Hospital Corporation. In pochi anni la compagnia riuscì ad avere un grande successo, diventando uno dei più grandi fornitori di assistenza sanitaria su scala mondiale. Nel 1997 tuttavia, le accuse di frode costrinsero Scott a dimettersi da Presidente e amministratore delegato. La Columbia Hospital Corporation fu poi riconosciuta colpevole di quattordici reati e nel 2002 la società dovette pagare oltre due miliardi di dollari fra risarcimenti allo Stato e spese legali.
Dopo la partenza dalla società, Scott continuò il suo mestiere di uomo d'affari, lavorando per varie cooperative e società di investimenti, che contribuì a rilanciare. Nel 2001, insieme a Karen Bowling, fondò la Solantic, una catena di ambulatori che mirava ad essere un'alternativa al classico pronto soccorso.
Nel 2009 fondò una lobby sanitaria, la Conservatives for Patients' Rights, contraria alla riforma del sistema sanitario voluta dal Presidente Obama e che proponeva una legislazione sanitaria basata sul principio del libero mercato.

### Governatore della Florida
Nel 2010 Rick Scott entrò in politica, candidandosi a Governatore della Florida come esponente del Partito Repubblicano. Scott affrontò la democratica Alex Sink in una gara che si preannunciava sin dall'inizio molto combattuta. Alla fine Scott vinse le elezioni generali battendo la Sink di appena un punto percentuale (all'incirca 68.000 voti) e si insediò come governatore il 4 gennaio 2011.
Nel 2014 si è ricandidato per un secondo mandato sfidando alle elezioni l'ex-governatore Charlie Crist. Il 4 novembre vinse anche questa volta con un margine ristretto di voti di appena un punto di percentuale.

### Senatore
Nel 2018, in concomitanza con la scadenza del suo secondo mandato da governatore, si candida a senatore per la Florida sfidando il senatore uscente Bill Nelson. Il 6 novembre venne eletto per poco più di 10 000 voti ed è entrato in carica l'8 gennaio 2019.